# Мэй Паркер (киновселенная Marvel)
Мэ́йбелл «Мэй» Па́ркер (англ. Maybelle "May" Parker) — персонаж медиафраншизы «Кинематографическая вселенная Marvel» (КВМ), основанная на одноимённом персонаже компании Marvel Comics.
Мэй изображена как тётя Питера Паркера и основательница благотворительной организации «П.И.Р.». В 2016 году Мэй знакомится с Тони Старком, и впоследствии узнаёт, что Питер является Человеком-пауком. В 2018 году становится жертвой щелчка Таноса и, вернувшись через 5 лет, заводит роман с Хэппи Хоганом. В 2024 году, в результате раскрытия личности Питера, подвергается давлению властей, однако впоследствии Мэтт Мёрдок снимает с семьи все обвинения. После этого Мэй встречает Нормана Озборна, попавшего во вселенную Мэй в результате неудачного заклинания Доктора Стивена Стрэнджа. Мэй мотивирует Питера помочь злодеям, однако впоследствии погибает от рук Зелёного гоблина.
Роль Мэй Паркер в КВМ исполняет американская актриса Мариса Томей. Впервые Мэй появляется в фильме «Первый мститель: Противостояние» (2016) и в дальнейшем становится одной из второстепенных фигур в КВМ, появившись в пяти фильмах, а также упоминается в анимационном сериале «Что, если…?» (2021). В мультсериале «Ваш дружелюбный сосед Человек-паук» (2024) появится альтернативная версия Мэй, озвученная актрисой Кэри Уолгрен.

## Актриса и характеристика

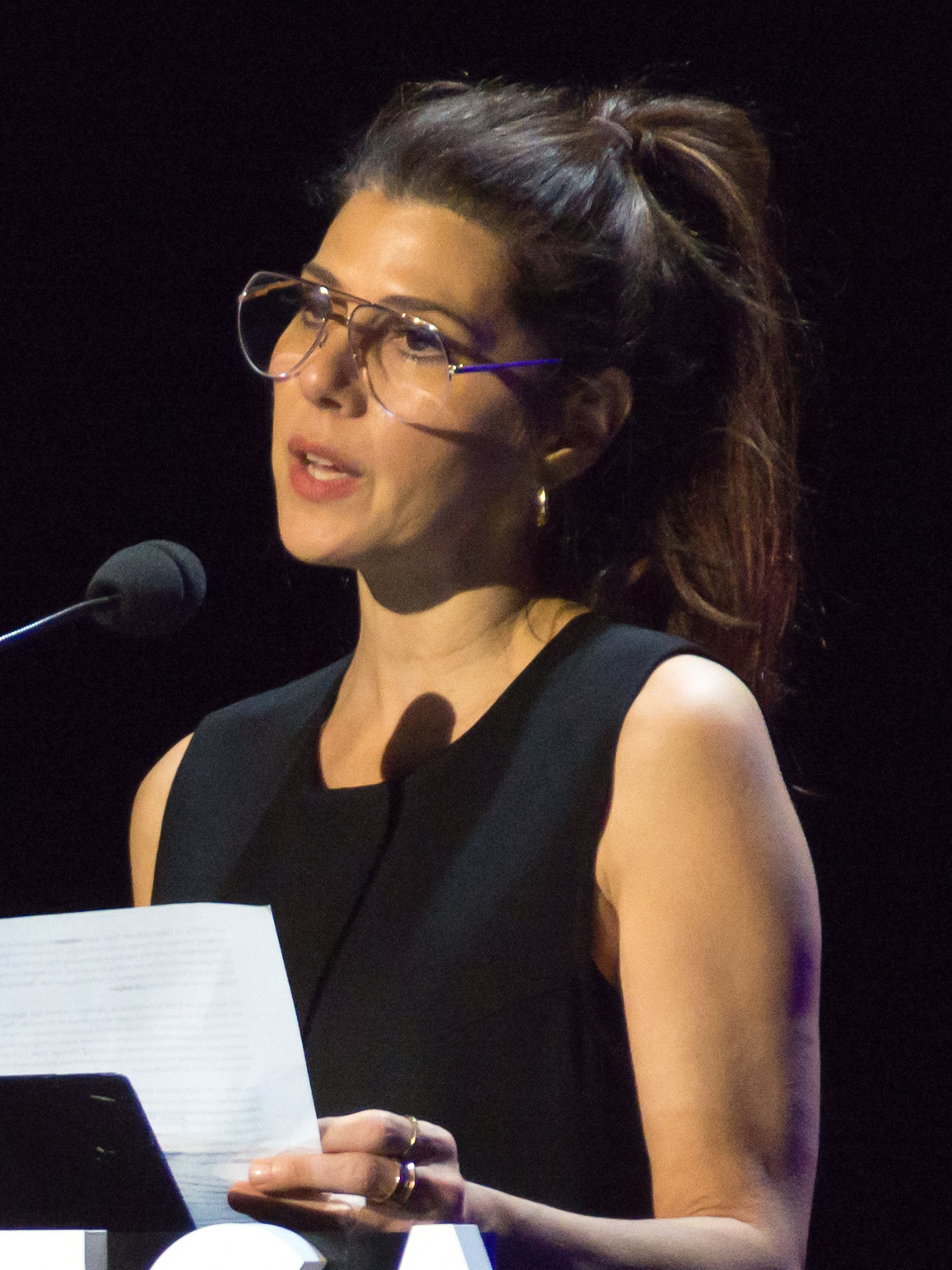
Мариса Томей в 2018 году

Мариса Томей играет Мэй Паркер в Кинематографической вселенной Marvel. В этой медиафраншизе Мэй Паркер достаточна молода, относительно предыдущих фильмов по Человеку-пауку.
Она изображена как овдовевшая домохозяйка, и именно она подбадривает Питера, вынужденная растить его одна после смерти мужа, постоянно беспокоится о нём, а также даёт ему советы, в том числе считает, что «стажировка» Тони Старка может быть не лучшей для него, так как она отвлекает его от учёбы и отвлекает от школьной жизни. Мэй называют очень привлекательной, что подтверждается комментариями Тони Старка и посетителя тайского ресторана, который подмигнул ей и дал ей бесплатную еду.
В фильме «Человек-паук: Нет пути домой» (2021) она умирает на руках у Питера от раны, полученной в результате столкновения глайдера Зелёного Гоблина из альтернативной вселенной, из-за чего Питер хочет убить его.
В трилогии Сэма Рэйми тётя Мэй является классической «старенькой доброй» тётушкой, сыгранная Розмари Харрис.
В дилогии Марка Уэбба тётя Мэй была уже более молодая относительно версии Сэма Рэйми, сыгранная Салли Филд.

## Биография персонажа

### Первое появление в КВМ
В 2016 году Мэй Паркер была встречена Тони Старком в её с племянником квартире. Он сказал ей, что он предложил Питеру грант. Когда Питер вернулся домой со школы, она спросила, почему он не рассказал ей о гранте. Питер, зная, что он не подавал заявление на грант и не получал его, подыграл Старку, пока они не уединились, чтобы обсудить детали.
Позже Мэй лечила раны Питера. На вопрос о происхождении его ссадин Питер ответил, что подрался с парнем по имени «Стив» из Бруклина, а также с его большим другом.

### Заботливая тётя
Через два месяца Мэй приглашает Неда Лидса — друга Питера Паркера в его комнату, чтобы он смог собрать Lego Звезду смерти с Питером. Когда Паркер приходит в квартиру, Мэй слышит грохот, заходит в комнату и спрашивает, что произошло, на что Питер говорит, что ничего. Мэй приглашает их в тайский ресторан, на что Питер соглашается, а Лидс отказывается.
В ресторане Мэй увидела, что Питер практически ничего не ел. Затем она обернулась и увидела репортаж по телевизору, где рассказывалось о ограблении общественного банка Квинса. Затем Мэй предупредила Питера, что нужно бежать, если он увидит что-то подобное.
Через несколько ночей Мэй привезла Питера и Неда на вечеринку Лиз Тумс. Мэй дала Лидсу шляпу, сказав ему, что она очень подходит ему. Лидс поблагодарил её и сказал, что эта шляпа придаёт ему уверенности. Питер нервничал, думая, что приходить на вечеринку было ошибкой. Мэй говорит ему, что нормально волноваться. Прежде чем они вышли из машины, Мэй говорит Питеру повеселиться на вечеринке, и когда Лидс машет рукой, она уезжает.
Получив звонок из Мидтаунской школы науки и технологий, что Питер Паркер покидает школу и что он рано ушёл с декатлона, Мэй ждала когда Питер придёт домой, чтобы поговорить с ним. Когда Питер пришёл домой, Мэй встретила его и сказала, что она знает о его пропусках и, что он шёл в их квартиру. Мэй предложила ему рассказать правду и сказать, что с ним происходит. Паркер сказал, что он лишился стажировки в Stark Industries. Тогда Мэй стала утешать Паркера.

#### Раскрытие личности
Мэй заходит в комнату Питера Паркера, где видит его в костюме Человека-паука, на что очень сильно удивляется, так как она узнала, что её племянник является Человеком-пауком.

### Скачок
В 2018 году она стала жертвой щелчка Таноса, но вернулась к жизни в 2023 году. Когда Паркер вернулась к жизни, то была в недоумении из-за того, что в её квартире проживали другие люди.

### Похороны Тони Старка
Воссоединившись с Питером, они приходят в резиденцию Старков, чтобы почтить память Тони Старка, который погиб после битвы за вселенную в 2023 году.

### Помощь сообществу жертв «Скачка»
После возвращения Мэй Паркер устроилась в благотворительную организацию F.E.A.S.T. и стала помогать другим людям, которые погибли при Скачке, находя для них новые дома. Чтобы привлечь к акции, которую она организовала, много людей, она пригласила Человека-паука в качестве специального гостя. Также благодаря фонду Старк Индастриз, она получила пожертвования на сумму $500 000 00.

### Отношения с Хэппи Хоганом
Во время поездки Питера в Европу, Мэй начинает отношения с Хэппи Хоганом. До свидания с Эм-Джей, Питер спрашивает у Мэй и Хэппи о их отношениях, на что Мэй отвечает, что они не встречаются, на что Хэппи был удивлён, после чего Питер полетел на свидание.
Чуть позже они расстаются, но Хэппи предоставляет Питеру и Мэй свою квартиру, на время пока идёт расследование федеральных агентов по подозрению Питера в убийстве Мистерио.

### Смерть
В фильме «Человек-паук: Нет пути домой» (2021), она умирает от того, что Зелёный гоблин из вселенной альтернативной версии Питера ранит её своим глайдером, но перед смертью она говорит Питеру фразу: «Тебе дарована… огромная сила. Запомни, Питер, большая сила накладывает большую ответственность.».

## Альтернативная версия
В мультсериале «Ваш дружелюбный сосед Человек-паук» 2024 года будет показана альтернативная история происхождения Питера Паркера, где вместо Тони Старка его наставником становится Норман Озборн. Мэй Паркер озвучит Кэри Уолгрен.